# Jerzy Wyhowski
Jerzy Wyhowski (Wychowski) herbu Abdank – podczaszy kamieniecki w latach 1696-1700.
Był elektorem Augusta II Mocnego z województwa bełskiego w 1697 roku.